# Gare de Guillaucourt
La gare de Guillaucourt est une gare ferroviaire française (fermée) de la ligne d'Amiens à Laon, située sur le territoire de la commune de Guillaucourt, dans le département de la Somme en région Hauts-de-France.

## Situation ferroviaire
Établie à 92 m d'altitude, la gare de Guillaucourt était située au point kilométrique (PK) 24,966 de la ligne d'Amiens à Laon, entre les gares de Wiencourt-l'Équipée (fermée) et de Rosières (ouverte).

## Service des voyageurs
La gare est fermée au service des voyageurs. Un service de remplacement de « Taxi TER » permet aux voyageurs de Guillaucourt de rejoindre la gare de Marcelcave.